# Saint-Paul-lès-Romans
 Saint-Paul-lès-Romans  es una población y comuna francesa, en la región de Ródano-Alpes, departamento de Drôme, en el distrito de Valence y cantón de Romans-sur-Isère-2.

## Demografía
| 893 | 865 | 960 | 1301 | 1401 | 1502 |
| Para los censos de 1962 a 1999 la población legal corresponde a la población sin duplicidades (Fuente: INSEE [Consultar]) |     |     |      |      |      |